# Престон Маддок, Джеймс Эдуард
Джеймс Эдуард Престон Маддок (англ. James Edward Preston Muddock; 28 мая 1843 — 23 января 1934) — британский писатель, журналист, путешественник, автор детективных и фантастических сочинений.
Третий сын в семье капитана из Саутгемптона. С юных лет много путешествовал, работал журналистом в США, Австралии и Китае. В 1870 г. начал сочинять романы с продолжением для различных английских газет. Престон Маддок был весьма плодовитым автором: ему принадлежит 37 романов и около 300 рассказов. Наибольшей популярностью пользовалась серия детективных сочинений, объединённых фигурой главного героя — полицейского из Глазго Дика Донована; популярность эта была столь велика, что многие произведения Маддока выходили в свет прямо под именем Дик Донован. Среди главных героев других романов Престона Маддока — в частности, агент русской тайной полиции Михаил Даневич.
Помимо детективов, Престон Маддок писал романы ужасов и фантастические романы, из которых особую известность принёс ему роман «Город без солнца» (англ. The Sunless City; 1905): канадский землепроходец Том Крейтон спустя десятилетие после выхода романа назвал в честь его главного героя, Джозайи Флинтаббати Флонатина, обнаруженное им месторождение меди — Флин-Флон, а в дальнейшем это имя унаследовал возникший вокруг месторождения город.